# Чокхор (долина)
Долина Чокхор, которую также называют «Бумтангская долина» (Долина Бумтанг) — сельскохозяйственная долина в дзонгхаге Бумтанг в Бутане, в которой расположен город Джакар (административный центр дзонгхага Бумтанг).
В долине Чокхор располагаются поля гречихи, проса и картофеля, а на склонах гор — яблоневые сады, которые смешиваются с сосновыми лесами. По всей долине очень много почитаемых культовых религиозных мест и древних монастырей Королевства Бутан, многие из которых представляют собой не только религиозную, но и историческую, культурную и искусствоведческую ценность. Долина известна своей кустарной промышленностью, производящей высоко ценимое бумтангское масло, сыры швейцарской фабрики Гауда (нем. Gouda) и Эмменталь(нем. Emmenthal), мёд, различные фруктовые спиртные напитки и коньяки. В долине находится пивоваренный завод, выпускающий пиво «Красная панда» (англ. Red Panda).